# Iheya
Iheya (伊平屋村, Iheya-son, Okinawaïen : Ihyā), également connu sous le nom de Kushijii (後地, lit. « la terre de derrière ») est un village du district de Shimajiri, situé dans la préfecture d'Okinawa, au Japon.
Il comprend les îles d’Iheya (伊平屋島) et Noho (ja) (野甫島), situées à environ 49 kilomètres de l’île d’Okinawa

## Géographie

### Situation
Le village d’Iheya inclut les îles d’Iheya (20,66 kilomètres carrés) et Noho (1,06 kilomètre carré), qui sont reliées par le pont de Noho-ōhashi (ja). La majeure partie des terres est couverte de forêts et une partie est désignée comme « zone de promotion agricole » (農業振興地域):2.
L’île principale d’Iheya est traversée par une dorsale montagneuse qui s’étire du nord-est au sud-ouest, et deux tiers des terres agricoles s’atendent dans les vallées de cette zone montagneuse.
La roche mère est essentiellement composée de roches anciennes incluant du grès, de la chaille, des strates combinées de grès et schiste argileux, du calcaire cristallin et des dépots sédimentaires en terrasses.
Les alluvions dans les vallées et les terres basses sont sableux donnant un sol facile à travailler pour l’agriculture, mais pauvre en nutriments:2. 

### Démographie
La population du village d’Iheya a atteint son maximum en 1955 avec 4 008 habitants. 
Au 2 février 2023, la population d'Iheya s'élevait à 1 405 habitants répartis sur une superficie de 21,82 km2.

### Divisions administrative
Le village inclut cinq sections (azas) :
- Dana (田名?)
- Gakiya (我喜屋?)
- Maedomari (前泊?)
- Noho (野甫?)
- Shimajiri (島尻?)

Dana, Maedomari, Gakiya et Shimajiri sont sur l’île d’Iheya et Noho sur l’île de Noho. Dana est entouré sur trois côté par des montagnes, mais Maedomari, Gakiya et Shimajiri sont situés sur des dépots alluviaux le long de la côte.

### Climat
Le village d’Iheya est situé dans la zone subtropicale. Le vent dominant souffle sud-sud-ouest, avec un changement pour un vent nord-nord-ouest en automne et hiver. 
La température moyenne annuelle est entre 22 et 23 °C avec des minimales en hiver de 13 à 14 °C et des maximales en été de 32 à 33 °C.
Les précipitations moyennes annuelles sont assez élevées, aux alentours de 2 000 millimètres mais varient beaucoup selon les saisons. 
Les produits agricoles peuvent être affectés par des typhons et des sécheresses en été en automne:2.

## Économie
L’économie d’Iheya est essentiellement basée sur la pêche et l’agriculture, avec une augmentation récente de la part attribuée au tourisme.
Un étude de 2016 a enregistré 59.2 % des habitants occupant une activité dans le secteur tertiaire (essentiellement dans la fonction publique, la santé ou enseignement qui représentent à eux trois 28.7 % des emplois). Le secteur primaire représente 22 % des emplois, dont 16.4 % pour l’agriculture. Le secteur secondaire représente 18.8 % des emplois, dont 12.3 % pour la construction:3.

### Utilisation des sols
Le village d’Iheya englobe une surface de 2 172 hectares (21,72 kilomètres carrés. Une étude d’utilisation des sols effectuée en 2006 a enregistré 1 146 hectares (52.8 %) de forêts de montagnes, 285 hectares (13.1 %) de champs secs, 206 hectares (9.5 %) de brande, 123 hectares (5.7 %) de champs inondés, 37 hectares (1.7 %) de zones résidentielles et 25 hectares (1.2 %) de bois brise-vent:3.

## Histoire
Le village compte plusieurs amas coquilliers de la période Kaizuka, dont le plus représentatif est celui de Kusatobaru (久里原貝塚), qui est enregistré comme site historique au niveau de la préfecture. Il existe également des sites de la période Gusuku comme Dana Gushiku:3.
En 1264, sous le roi Eisō, l’île d’Iheya est annexée au royaume de Chūzan avec les îles de Kume et des Kerama.
Iheya est considéré comme la terre d’origine de Yagura Ufunushi (ja), ancêtre de Shō Hashi, le fondateur de la première dynastie Shō du Royaume de Ryūkyū:3. 
Historiquement, les îles d’Iheya, Noho, Izena, Gushikawa (ja), Yanaha (ja), Yanoshita (ja) et Urigami (ja)  étaient appelées les « sept détachées de Wehiya » (恵平屋の七離れ) et le nom de Wehiya (ゑひや) était utilisé indifféremment pour tout le groupe d’îles. 
Le terme de  « Wehiya (ゑひや) » apparaît dans un poème du dix-septième volume du Omorosōshi et le terme de « Wehiyazan (恵平也山) » dans la  « carte du Royaume de Ryūkyū » (琉球国之図) des chroniques coréennes Haedong chegukki (1471), avec l’indication « séparée de Ryūkyū par 20 ri ». 
Dans le système administratif des magiris et îles (shima) de l’époque modern ryūkyūane, Iheya est une entité administrative indépendante référencée comme une île. 
Le seigneur du fief de Dana est mentionné dans un mandat de nomination daté de 1478:24, 394, 410.
Les cartes générales du Royaume de Ryūkyū dessinées dans la deuxième moitié du XVIIIe siècle à partir de relevés topographiques précis comportaient une carte de l’île d’Iheya. Il s’agit d’une des sept cartes de cette compilation encore conservées de nos jours.
En 1816,  lors de sa visite de « l'archipel Liou-Tcheou », Basil Hall  nomme le groupe d’îles d’Izena et Iheya « les îles du groupe Mongommery ».
Après l’annexion par le Japon, une réforme administrative datée du 1er avril 1896 attribue l’île au « district de Shimajiri ». Une autre réforme administrative du  1er avril 1908 voit la création du village d’Iheya par la fusion des villages de Dana, Gakiya, Shimajiri, Noho, Izena, Nakada, Shomi et Serikyaku, dont la mairie est installée sur l’île d’Izena,.
En 1909, le hameau de Maedomari est séparé de Dana, portant le nombre de villages sur l’île d’Iheya à cinq. 
Le premier juillet 1939, les secteurs d’Izena, Nakada, Shomi et Serikyaku sont scindés du village d’Iheya pour former le village d’Izena.
Pendant la bataille d'Okinawa de la fin de la seconde guerre mondiale, l’île d’Iheya est bombardée par les forces américaines le matin du 3 juin 1945 depuis le sud-est. Le bombardement dure plusieurs heures avant que les forces américaines débarquent vers le centre de l’île. Cette opération militaire a fait plus de quarante morts dans la population. Les habitants n’offrent pas de résistance et les opérations militaires se terminent rapidement. Un camp de concentration des civils est ouvert deux jours plus tard le 5 juin à Dana dans le nord de l’île. Les forces américaines restent présentes sur l’île jusqu’en novembre, installant un radar à la pointe nord et un aérodrome dans le centre de l’île. Bien que des pilotes japonais qui s’étaient écrasé sur l’île et des soldats japonais qui s’étaient enfuis de l’île d’Okinawa se soient caché parmi les habitants, ils n’ont eux non plus pas offert de résistance et, bien que détenus en tant que prisonniers de guerre, ils ont pu quitter l’île dès que la fin de la guerre a été déclarée. 
Après la fin de la guerre, le 16 août, le vice-amiral Matome Ugaki, commandant du 701è escadron aérien décide de mener une attaque suicide sur l’aérodrome d’Iheya mais le Suisei du capitaine Tatsuo Nakatsuru dans lequel il avait embarqué s’écrase sur un récif de corail. Les autres membres de l’escadron suicide s’écrasent également dans les rizières de l’île, aucun n’atteignant l’objectif de l’aérodrome américain.

### Événements récents
En juillet 2005, un projet de fusion avec le village d’Izena pour former le « nouveau village d’Iheya » (新伊平屋村) est abandonné suite au vote défavorable des habitants d’Izena.
En décembre 2020, au début de la pandémie de Covid-19, 30 des 1200 habitants de l’île doivent être évacués vers les hôpitaux de l’île d’Okinawa, devenant un cas-exemple de cluster dans une île.
En octobre et novembre 2021, l’arrivée d’une grande quantité de pierres ponces de l’éruption du volcan Fukutoku-Okanoba sur le littoral bloque le trafic maritime de l’île. 

## Éducation
Le village d’Iheya compte une école primaire (École primaire d’Iheya (伊平屋小学校)) et un collège (Collège d’Iheya (伊平屋中学校)). Les lycéens sont scolarisés hors du village. 

## Transports

### Transports maritimes
Ferry municipal d’Iheya : Ferry Iheya 3 (2 allers-retours par jour)

→Ligne Maedomari (Iheya) – Unten (Nakijin) (durée : 1h20)

### Ports
- Port de Maedomari (Iheya port terminal)
- Port de Noho

### Routes
- Route préfectorale 179 : ligne Dana – Noho
- Pont de Noho-Ōhashi (entre les îles d’Iheya et Noho)

### Bus
- Bus communautaire d’Iheya : dessert tous les secteurs du village, y compris l’île de Noho[20].

## Patrimoine culturel et naturel
Le village de Iheya compte seize éléments désignés ou enregistrés comme patrimoine matériel, culturel ou naturel. 
- Nom (japonais) (type d’enregistrement)

### Patrimoine matériel
- Phare de l’île d’Iheya (伊平屋島灯台?)

### Patrimoine ethnologique
- Site sacré de Kami-Ashiage à Gakiya (伊平屋村我喜屋の神あしあげ?) (Préfectoral)
- Site sacré de Kami-Ashiage à Shimajiri (伊平屋村島尻の神あしあげ?) (Préfectoral)

### Sites historiques
- Amas coquillier de Kusatobaru (久里原貝塚?) (Préfectoral)
- Tombe Yagura-baka (屋蔵墓?)

### Lieux de beauté pittoresque
- Chemin du Mont Koshi-dake (腰岳遊歩道?)
- Côte Kumaya (クマヤ海岸?)
- Côte Yonesaki (米崎海岸?)
- Plage Sūgahama (潮下浜?)
- Source Nzōmiji (無蔵水?) (Municipal)

### Monuments naturels
- Pin hiramatsu (Pinus luchuensis) de Koshi (腰の平松?)
- Grotte Kumaya (くまや洞窟?) (Préfectoral)
- Mont Kuba de Dana (田名の久葉山?) (Préfectoral)
- Pin hiramatsu (Pinus luchuensis) de Nentō (伊平屋島の念頭平松?) (National)
- Communauté végétale de chênes Ubame (Quercus phillyraeoides) (伊平屋島のウバメガシ群落?) (National)
- Roc Yahe (ヤヘ岩?)

## Espèces végétales et animales
Le nom d’Iheya est utilisé dans la dénomination japonaise de plusieurs espèces, dont l’herbe « Iheya-higekusa » (Schoenus calostachyus), l’escargot « Iheya-yamatakamaimai » (Satsuma iheyaensis) et le lézard « Iheya-tokagemodoki » (Goniurosaurus toyamai). 